# Rejectaria fulvibrunnea
Rejectaria fulvibrunnea är en fjärilsart som beskrevs av Paul Dognin 1914. Rejectaria fulvibrunnea ingår i släktet Rejectaria och familjen nattflyn. Inga underarter finns listade.